# San Martín de Quevedo
San Martín de Quevedo es un concejo del ayuntamiento de Molledo (Cantabria, España). Dista 2 kilómetros de la capital municipal, Molledo. San Martín de Quevedo se encuentra a 323 metros de altitud. Su población en el año 2024 era de 169 habitantes (INE), que se reparten entre los diferentes barrios: Casares, Pando, Quevedo, San Martín, Santián, Ulda y Vallejo. Otro barrio es Mediaconcha, también escrito como Media Concha, que actualmente se considera abandonado y en el que nace el arroyo Torina. Se encuentra cerca del río Besaya, y la atraviesa uno de sus afluentes, el arroyo León. En el barrio Santián puede verse un roble catalogado como árbol singular, la llamada «Cagiga del Praón». Alcanza los 25 metros de alto y 7,2 de perímetro.
De su patrimonio destaca:
- Un tramo de la calzada romana del valle del Besaya, que parte de Mediaconcha y, tras un recorrido de cinco kilómetros y medio, acaba en Bárcena de Pie de Concha. Esta calzada romana es un Bien de Interés Cultural con la categoría de zona arqueológica (2002).
- Iglesia parroquial de San Martín. Conserva un ábside decorado con canecillos y capiteles de estilo semejante al de la Colegiata de San Pedro de Cervatos. Esta parte románica se calcula del siglo XII. El resto de la iglesia está totalmente reformada. En sus alrededores se descubrieron restos de una necrópolis altomedieval, con tumbas de lajas.
- Torre de Quevedo. Data del siglo XV. Bien de Interés Cultural con categoría de Monumento (6 de agosto de 1992). Es la antigua torre del linaje de los Quevedo. Es una vivienda-fortaleza de planta cuadrada y cuatro pisos. La cubierta a cuatro aguas es moderna. Los muros son de mampostería, con los esquinales y los vanos de sillería.
- Caserío Redondo. Construcción de la primera mitad del siglo XIX incluido en el Inventario General del Patrimonio Cultural de Cantabria, como Bien Inventariado, por resolución de 11 de marzo de 2002. Se encuentra en la junta vecinal de Casares (San Martín de Quevedo). Su fábrica es de mampostería ordinaria. Su planta, a excepción del anexo destinado a habitación, es circular con las paredes maestras dispuestas a modo de anillos concéntricos, y siendo más elevada la interior con el objeto de conseguir la necesaria inclinación de la cubierta, que es de teja árabe a un agua.